# Ossowa
Ossowa (prononciation [ɔsˈsɔva]) est un village de la gmina de Wohyń du powiat de Radzyń Podlaski dans la voïvodie de Lublin, situé dans l'est de la Pologne.
Il se situe à environ 8 kilomètres au nord-est de Wohyń (siège de la gmina, 16 kilomètres à l'est de Radzyń Podlaski (siège du powiat) et 65 kilomètres au nord de Lublin (capitale de la voïvodie).
Le village comptait approximativement une population de 512 habitants en 2006.

## Histoire
De 1975 à 1998, le village est attaché administrativement à l'ancienne voïvodie de Lublin.

Depuis 1999, il fait partie de la nouvelle voïvodie de Lublin.